# Tổ Hằng Chi
Tổ Hằng hay Tổ Hằng Chi (tiếng Trung: 祖暅之; Wade–Giles: Tsu Keng-chih; k. 480 – k. 525) là một nhà toán học, quan lại và nhà văn Trung Quốc. Tên chữ của ông là Cảnh Thước (景爍). Ông là con trai của nhà toán học nổi tiếng Tổ Xung Chi. Ông được biết đến với việc rút ra và chứng minh công thức tính thể tích của một hình cầu. Ngoài ra, ông còn đo khoảng cách góc giữa Polaris và Thiên cực bắc.